# Простір для маневру
«Простір для маневру» («Пространство для манёвра») — радянський двосерійний телефільм 1982 року, знятий режисером Ігорем Шешуковим на кіностудії «Ленфільм».

## Сюжет
За однойменною повістю Юрія Чернякова. У конструкторське бюро приходить новий керівник, який мислить по совісті, відкидає рутину, будить в підлеглих свідомість. Це призводить до поліпшення показників і вирішення особистих питань співробітників. Розкривається і підноготна людей, що засиділися не на своєму місці.

## У ролях
- Володимир Єрьомін — Ігор Матвійович Бєляков, інженер-конструктор, співробітник конструкторського бюро
- Анатолій Ромашин — Олександр Костянтинович Єгоров, новий керівник відділу конструкторського бюро, кандидат технічних наук, автор наукових праць, талановитий інженер та науковець
- Євгенія Уралова — Раїса Кирилівна Сєрова, співробітниця конструкторського бюро, «сірий кардинал»
- Олександра Яковлєва — Олена Бєлозьорова, співробітниця конструкторського бюро, подруга Ігоря
- Микола Караченцов — Алік Карелін, співробітник конструкторського бюро, спортсмен
- Галина Щепетнова — Ніна, співробітниця конструкторського бюро
- Андрій Толубєєв — Геннадій Андрійович, головний конструктор
- Микола Гринько — Петро Опанасович Демидов, новий працівник конструкторського бюро
- Олег Корчиков — Іван Петрович Філімонов, керівний працівник конструкторського бюро
- Тамара Дегтярьова — Шура Єгорова, дружина Олександра Костянтиновича
- Ізабелла Чиріна — Елла, співробітниця конструкторського бюро
- Наталія Акімова — Рита, подруга Вані, дівчина, яку розіграв телефоном Ігор Бєляков
- Зінаїда Шарко — Ганна Аркадіївна, співробітниця конструкторського бюро, друкарка
- Азамат Багіров — співробітник конструкторського бюро
- Дагмара Вавілова — співробітниця конструкторського бюро
- Світлана Гайтан — співробітниця конструкторського бюро
- Валерій Захар'єв — співробітник конструкторського бюро
- Світлана Кірєєва — співробітниця конструкторського бюро
- Н. Матвєєва — епізод
- Михайло Ордовський — співробітник конструкторського бюро
- Олена Павловська — співробітниця конструкторського бюро
- Олена Полосіна — епізод
- Валентина Пугачова — співробітниця конструкторського бюро
- Олена Фоміна — епізод
- Олена Фомченко — епізод
- Олександр Пашутін — Микола Лаврененко, чоловік, який захищав дисертацію
- Герман Лупекін — член комісії
- Микола Крюков — член комісії на захисті дисертації
- Валерій Зимін — конструктор
- Олександр Поляков — конструктор
- Наталія Кареслі — епізод
- Геннадій Макоєв — приятель Аліка
- Микола Лайков — водій автобуса

## Знімальна група
- Режисер — Ігор Шешуков
- Сценарист — Юрій Черняков
- Оператор — Володимир Бурикін
- Композитор — Вадим Біберган
- Художник — Євген Гуков